# بندقية (اختلال ضال)
«بندقية» (بالإنجليزية: Shotgun)‏ هي الحلقة الأولى للموسم الرابع من مسلسل إيه إم سي التلفزيوني الدرامي اختلال ضال. كتبها توماس شنوز وأخرجها ميشيل ماكلارين، تم بثها على إيه إم سي في 14 أغسطس 2011.

## وصلات خارجية
- «بندقية» على إيه إم سي (بالإنجليزية)
- «بندقية» على قاعدة بيانات الأفلام على الإنترنت (بالإنجليزية)